# Trichogramma colombiensis
Trichogramma colombiensis är en stekelart som beskrevs av Velasquez de Rios och Teran 1995. Trichogramma colombiensis ingår i släktet Trichogramma och familjen hårstrimsteklar. Inga underarter finns listade i Catalogue of Life.